# Tamasese Lealofi IV
Tupua Tamasese Lealofi IV (1922-1983) est né à Vaimoso (en) le 8 mai 1922. Il est le fils de Tupua Tamasese Lealofi III et Alaisala. Il succède à son oncle Tupua Tamasese Mea'ole au titre de tama 'aiga au décès de celui-ci en 1963. Il fut Premier Ministre des Samoa de 1970 à 1973 puis de 1975 à 1976.  Son neveu Tupua Tamasese Tupuola Tufuga Efi lui succède. 